# Episodi di Whiskey Cavalier
La prima e unica stagione della serie televisiva Whiskey Cavalier, composta da 13 episodi, è stata trasmessa negli Stati Uniti sul canale ABC dal 27 febbraio al 22 maggio 2019.
In Italia, la stagione è andata in onda su Premium Crime dal 7 marzo al 30 maggio 2019.. In chiaro venne trasmessa dal 6 maggio 2020 su 20 Mediaset, il canale 20 del digitale terrestre italiano. 
| n° | Titolo originale                | Titolo italiano                     | Prima TV USA     | Prima TV Italia |
| -- | ------------------------------- | ----------------------------------- | ---------------- | --------------- |
| 1  | Pilot                           | Due agenti per una missione         | 27 febbraio 2019 | 7 marzo 2019    |
| 2  | The Czech List                  | La lista Ceca                       | 6 marzo 2019     | 14 marzo 2019   |
| 3  | When in Rome                    | Missione a Roma                     | 13 marzo 2019    | 21 marzo 2019   |
| 4  | Mrs. & Mr. Trowbridge           | Mrs. & Mr. Trowbridge               | 20 marzo 2019    | 28 marzo 2019   |
| 5  | The English Job                 | The English Job                     | 27 marzo 2019    | 4 aprile 2019   |
| 6  | Five Spies and a Baby           | 5 Spie ed un Bambino                | 3 aprile 2019    | 11 aprile 2019  |
| 7  | Spain, Trains, and Automobiles  | Un biglietto per 3                  | 10 aprile 2019   | 18 aprile 2019  |
| 8  | Confessions of a Dangerous Mind | Confessioni di una mente pericolosa | 17 aprile 2019   | 25 aprile 2019  |
| 9  | Hearts & Minds                  | Cuori e cervelli                    | 24 aprile 2019   | 2 maggio 2019   |
| 10 | Good Will Hunting               | Buona caccia, Will                  | 1º maggio 2019   | 9 maggio 2019   |
| 11 | College Confidential            | College Confidential                | 8 maggio 2019    | 16 maggio 2019  |
| 12 | Two of a Kind                   | Due della stessa pasta              | 15 maggio 2019   | 23 maggio 2019  |
| 13 | Czech Mate                      | Scacco matto                        | 22 maggio 2019   | 30 maggio 2019  |

## Due agenti per una missione
- Titolo originale: Pilot
- Diretto da: Peter Atencio
- Scritto da: David Hemingson

### Trama
Dopo una rottura devastante con la sua fidanzata Gigi, l'agente dell'FBI Will Chase previene un affare di armi a Parigi con il collega agente Ray Price. Il suo superiore Ollerman lo assegna per seguire Edgar Standish, un analista ricercato per aver hackerato l'NSA, a Mosca. Frankie Trowbridge, agente della CIA, intercetta Will e Standish, ma viene raggirata dal suo compagno Dmitri. Lo ucciderà, e lui e Frankie si atteggiano a una coppia per superare un checkpoint prima che lei lo assuma e si rechi a Norimberga; Will pero la sopraffà. Standish spiega che qualcuno gli sta dando la caccia per aver scoperto agenti corrotti nell'intelligence statunitense. Frankie li raggiunge, ma viene colpita da un cacciatore di taglie sulle loro tracce, costringendoli a rivolgersi a Ray per chiedere aiuto. Will scopre che Ray ha dormito con Gigi, prima che arrivi Ollerman e si esponga come traditore. Frankie lo distrae con una bomba mascherata da un tampone, permettendo a Will di ucciderlo con un coltello. Il governo copre l'incidente con una clausola: Frankie e Will devono formare un team congiunto FBI-CIA con Standish, il collega di Frankie Jai e il profiler dell'FBI Sampson.
- Guest star: Dylan Walsh (Alex Ollerman), Penelope Rose Leveque (Gigi Debrosse)
- Ascolti USA: 4.700.000 telespettatori (anteprima dopo i Premi Oscar 2019)[7]; 4.080.000 telespettatori (trasmissione regolare)[8]

## La lista Ceca
- Titolo originale: The Czech List
- Diretto da: Peter Atencio
- Scritto da: Adam Sztykiel

### Trama
La squadra tenta di catturare il contrabbandiere internazionale Stavros Pappas a Vienna, però un’assassina sconosciuta lo uccide. Frankie recupera l'occhio di Pappas per sbloccare un caveau contenente un prezioso libro, che richiede però anche una scansione della retina di Karen, la vedova di Pappas. Nonostante la preoccupazione di Frankie di essere troppo emotivamente vulnerabile, Will cerca di sedurre Karen. Ray, il nuovo contatto della squadra, li informa che l'assassina, Hana Novak, sta cercando anche Karen. Sampson si confronta con Standish sulla sua tendenza a mentire in relazioni romantiche. Frankie cerca di avvertire Will che Novak si sta avvicinando, ma Will è costretto a saltare la sua copertura per combattere contro gli uomini di Novak. Dopo essere stato colto alla sprovvista dall'inganno di Standish, Sampson gli dice che mente perché non crede in se stesso. Karen risulta essere l'amante di Novak; intrappola Will e Frankie nel caveau e distrugge il libro. Gli agenti invadono il caveau per forzarlo ad aprirsi. Frankie uccide Novak e Will cattura Karen, che ha memorizzato il libro. Frankie minaccia Ray per aver tradito la fiducia di Will, dicendogli che non farà mai parte della squadra.
- Guest star: Bellamy Young (Karen Pappas), Matthew Marsh (Direttore Casey), Nansi Nsue (Hana Novak), Ermin Sijamija (Stavros Pappas)
- Ascolti USA: 5.310.000 telespettatori[9]

## Missione a Roma
- Titolo originale: When in Rome
- Diretto da: Peter Atencio
- Scritto da: David Hemingson

### Trama
A Londra, la squadra non riesce a salvare il primo ministro e sua moglie in una missione d'addestramento. Si stabiliscono nella loro nuova base operativa in un bar abbandonato, dove Ray li informa che la loro prima missione ha compromesso il suo lavoro e la continua collaborazione della squadra. Frankie rifiuta l'insistenza di Will nel trattare la squadra come una famiglia, mentre l'inesperto Standish chiede più esperienza sul campo e una pistola. La squadra viene mandata a sconfiggere il gruppo neofascista italiano Fascia rossa e il suo capo miliardario, Luca Crudele, che hanno reclutato l'ingegnere americano Thomas Andrews per costruire una bomba chimica. A Roma, la squadra s'infiltra in una festa nella villa di Crudele, dove Frankie viene riconosciuta dal suo ex collega assassino Marco. La squadra cattura Andrews, che rivela come la Fascia rossa abbia minacciato sua figlia Isabella. L'organizzazione neofascista rapisce Isabella, e Andrews viene ucciso; Standish spara accidentalmente a Jai. Frankie e Will rintracciano la bomba nelle fogne durante la celebrazione del giorno dei santi, dove uccidono Marco e disattivano la bomba; poi salvano Isabella, uccidendo Luca e i suoi uomini. Al bar, dopo aver celebrato il lavoro di Ray e la loro collaborazione, la squadra brinda al successo.
- Guest star: Alberto Basaluzzo (Luca Crudele), David Sullivan (Thomas Andrews), Christos Vasilopoulos (Marco), Rebecca Louise Monaghan (Isabella), Michael Yale (Primo Ministro del Regno Unito), Nina De Cosimo (Moglie del Primo Ministro)
- Ascolti USA: 3.750.000 telespettatori[10]

## Mrs. & Mr. Trowbridge
- Titolo originale: Mrs. & Mr. Trowbridge
- Diretto da: Romeo Tirone
- Scritto da: Sheri Elwood

### Trama
A Parigi il team cattura con successo un diplomatico spagnolo che tratta il gas nervino. Tuttavia, tornati a New York, vengono informati da Ray che una gran quantità di gas nervino è già stata venduta ad Andrei Zimbrean, un signore della guerra rumeno esiliato che vuole usare il gas nervino per controllare la nazione. Per riaverlo, Will e Frankie devono andare sotto copertura come Dan e Mary Fleming, una coppia sposata, al matrimonio della figlia di Zimbrean, Iona, in Francia. Jai e Standish si fingeranno baristi mentre Susan rimarrà a New York. Un’assassina del passato di Will cerca di ucciderlo, ma lui la impala su un appendiabiti per non compromettere la copertura. Frankie seduce uno dei soci di Zimbrean, il che sconvolge Will poiché si sente disturbato dall'infedeltà della “moglie”. Jai insulta Standish per le sue sudicie abitudini di vita. Servendo del vino drogato a Zimbrean, il team scopre che si tratta di un sosia e che il vero generale si prepara a partire. Ray conforta Susan, triste per essere stata esclusa dalla missione, facendole notare che mentre la squadra non ha bisogno di lui, hanno bisogno di lei. Susan si rimette al lavoro e scopre che Zimbrean è presente al matrimonio con un'altra identità; lo sposo, un agente dell'Interpol sotto copertura, lascia scappare Zimbrean con Iona per non uccidere anche Iona nel tentativo di fermarlo. Will e Frankie rintracciano il generale in un campo d'aviazione dove Frankie gli spara a una gamba. Il team festeggia un'altra operazione di successo, e Frankie si ritrova sempre più vicina a Will.
- Guest star: Razvan Vasilescu (Andrei Zimbrean), Erika Kaar (Iona), Costin Sforaru (Vasily Chebu), Lourdes Faberes (Michelle Ito)
- Ascolti USA: 3.670.000 telespettatori[11]

## The English Job
- Titolo originale: The English Job
- Diretto da: Amanda Marsalis
- Scritto da: Rick Muirragui

### Trama
A Budapest la squadra ruba i progetti di alcuni missili. Standish ha un incidente in cui rischia la vita durante la missione a Budapest e fatica a superare il trauma. Tornati a New York la squadra scopre che i progetti dei missili erano un’esca organizzata dall’mi6 per una retata a cui stavano lavorando i servizi segreti britannici. Per calmare la situazione, Will e Frankie dovranno aiutare l’mi6 a risolvere un caso: una diplomatica americana è stata uccisa durante una rapina a casa di un politico britannico. A Londra la squadra individua il politico britannico e lo rapisce per fargli confessare la verità sulla rapina. Un’agente dell’mi6, Emma Davis, si unisce al caso. Tra Emma e Will c’è da subito sintonia. Si scopre che ci sono state altre rapine a politici britannici e che l’obiettivo delle rapine non sembra piazzare la refurtiva. Frankie si infiltra così nella banda che sta organizzando una nuova rapina a casa di un politico a kensington, prendendo il posto dello scassinatore. Will si infiltra sostituendo il gorilla della banda. L’obiettivo delle rapine è ricattare i politici scoprendo i loro segreti. Durante il colpo, a Will e Frankie salta la copertura e devono scappare. I sospetti della soffiata ricadono sull’agente dell’mi6 che sta lavorando al caso insieme a loro. Emma Davis incontra Will e Frankie per cercare di capire chi ha fatto la soffiata su di loro alla banda delle rapine. Si scopre che è stato il collega di Emma a incastrarli. I duchi di Sussex sono il vero obiettivo della banda. Standish torna sul campo insieme alla squadra per salvare i duchi dal complotto ai loro danni. La squadra porta a termine un’altra missione con successo e scopre che dietro il complotto c’è un’organizzazione chiamata The Trust. Emma Davis raggiunge Will a New York e tra loro nasce qualcosa. Frankie capisce di aver perso un’occasione con Will.
- Guest star: Ophelia Lovibond (Emma Davis)
- Ascolti USA: 2.960.000 telespettatori[12]

## 5 Spie ed un Bambino
- Titolo originale: Five Spies and a Baby
- Diretto da: Michael Spiller
- Scritto da: Dean Lopata

### Trama
In Bulgaria, mentre Will e Jai sono in missione per sventare un traffico illegale di droga, si imbattono in alcuni trafficanti di neonati salvandone uno nascosto in un furgone. La squadra decide di smascherare questa banda di criminali per conto proprio nascondendosi in un vecchio camper con il neonato appena salvato. Will e Frankie scoprono che un poliziotto corrotto, Vladimir Koslov, è a capo della banda. Will e Frankie rintracciano la madre del bambino ma vengono seguiti dai rapitori che li ostacolano. Nel frattempo la banda di criminali rintraccia il camper e mette fuori gioco tutta la squadra portando via il neonato. La squadra contatta una poliziotta polacca che lavora per Koslov e che si rivela l’agente della CIA sotto copertura Tina Marek. La squadra libera i prigionieri della banda di Koslov e restituisce il neonato alla madre. Tina Marek entra a far parte della squadra.
- Guest star: Marika Domińczyk (Tina Marek)
- Ascolti USA: 3.120.000 telespettatori[13]

## Un biglietto per 3
- Titolo originale: Spain, Trains, and Automobiles
- Diretto da: Matthew A. Cherry
- Scritto da: Amy Pocha e Seth Cohen

### Trama
La squadra si scontra con una cellula di Marines traditori guidata da Jimmy Coleman, la nemesi di Will, che riesce a scappare con del plutonio rubato. Ray fa riassegnare Emma alla missione della squadra di rintracciare Coleman in Spagna. Emma offesa dall’intromissione di Ray nel suo lavoro, rifiuta. Will e Frankie partono per la Spagna dove recuperano il plutonio ma sono costretti a modificare il loro piano di salvataggio e si rifugiano in una casa abbandonata in attesa di essere recuperati. Tina chiede a Standish di uscire e lui, nervoso per l’appuntamento, chiede consigli ai suoi colleghi. Seguendo il consiglio di Ray, Standish, cercando di impressionare Tina, rovina tutto. Emma raggiunge inaspettatamente Will e Frankie nel loro rifugio e insieme attirano Coleman alla stazione ferroviaria utilizzando l’uranio come esca. Si tratta di una trappola e i ragazzi riescono a catturare Coleman. Ray e Susan aiutano Standish a sistemare le cose con Tina. Frankie accetta la relazione tra Will e Emma.
- Guest star: TBA
- Ascolti USA: TBD